# Pasar malam

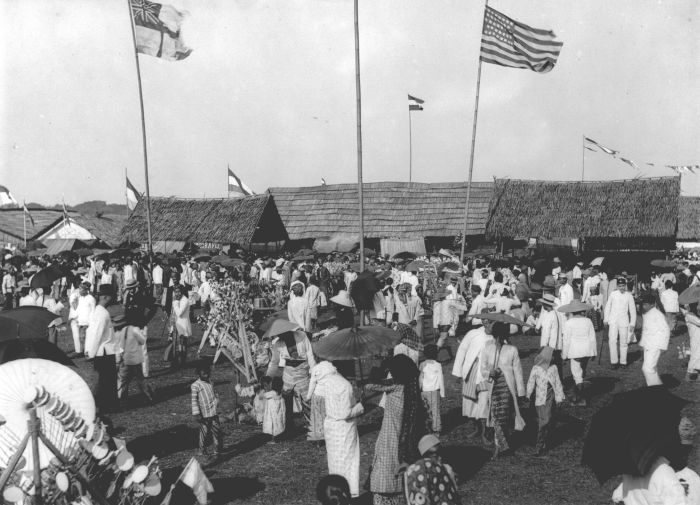
Bezoekers op de pasar malam in toenmalig Batavia, Java

Een pasar malam (Indonesisch/Maleis voor avondmarkt) is in Zuidoost-Azië (Indonesië, Maleisië en Singapore), maar ook in Taiwan en Hongkong, een markt die 's avonds opengaat. Men verkoopt er groente, fruit en andere etenswaren, maar ook speelgoed, kleding en muziek. Het is een markt voor koopjes, vaak bijvoorbeeld namaak-merkgoederen. Behalve als centrum van de avondhandel fungeert een pasar malam vaak ook als toeristische attractie. Een pasar malam is meestal maar een paar dagen per week open.

## Nederland
Een pasar malam in Nederland is een soortgelijke markt, hoewel die lang niet alleen 's avonds wordt gehouden. Het is een ontmoetingsplaats voor alles wat met Indonesië en de Indonesische of Indische cultuur te maken heeft. Pasar malams worden jaarlijks in veel gemeenten gehouden. 
De bekendste en grootste is lange tijd de Pasar Malam Besar in Den Haag geweest, die ieder jaar in mei op het Malieveld wordt gehouden en die sinds 2009 Tong Tong Fair heet. De belangrijkste reden voor de naamswijziging was om verwarring met de tientallen navolgers die door andere organisatoren elders in Nederland (ook in Den Haag) worden opgezet, te vermijden. Met name het uitgebreide internationale culturele programma (sinds 2005 aangeboden onder de naam Tong Tong Festival) kwam onvoldoende voor het voetlicht door de naamsverwarring. Sinds 2010 wordt op het Malieveld de Pasar Malam Indonesia door de Indonesische ambassade in Nederland georganiseerd.
Sinds februari 2015 wordt in Rijswijk de 2-daagse Pasar Malam Rijswijk in de Broodfabriek georganiseerd.
Sinds 2015 is er ook een grote pasar malam in Amsterdam: het Azië Pasar Malam Festival, dat sinds 2017 "Pasar Colours Festival" heet. Daar treden naast Indische artiesten ook regelmatig bekende zangers op als Thomas Berge en Tim Douwsma. Het wordt georganiseerd door Istimewa Events en is onderdeel van de Huishoudbeurs in de RAI.
De grootste gratis toegankelijke pasar malam van Nederland wordt jaarlijks in het centrum van Dordrecht gehouden. Ook deze pasar wordt georganiseerd door Istimewa Events.
Het woord pasar is etymologisch verwant met bazaar.